# Tommy Mollet
Tommy Mollet, né le 29 mars 1979 est un taekwondoïste néerlandais.

## Palmarès

### Championnats du monde
- Médaille de bronze des - 72 kg du Championnat du monde 2007 à Pékin (Chine)

### Championnats d'Europe
- Médaille d'argent des - 80 kg du Championnat d'Europe 2012 à Manchester (Royaume-Uni)
- Médaille de bronze des - 72 kg du Championnat d'Europe 2008 à Rome (Italie)
- Médaille de bronze des - 72 kg du Championnat d'Europe 2006 à Bonn (Allemagne)
- Médaille d'argent des - 72 kg du Championnat d'Europe 2005 à Riga (Lettonie)
- Médaille de bronze des - 72 kg du Championnat d'Europe 2004 à Lillehammer (Norvège)
- Médaille de bronze des - 72 kg du Championnat d'Europe 2002 à Samsun (Turquie)